# Baleària

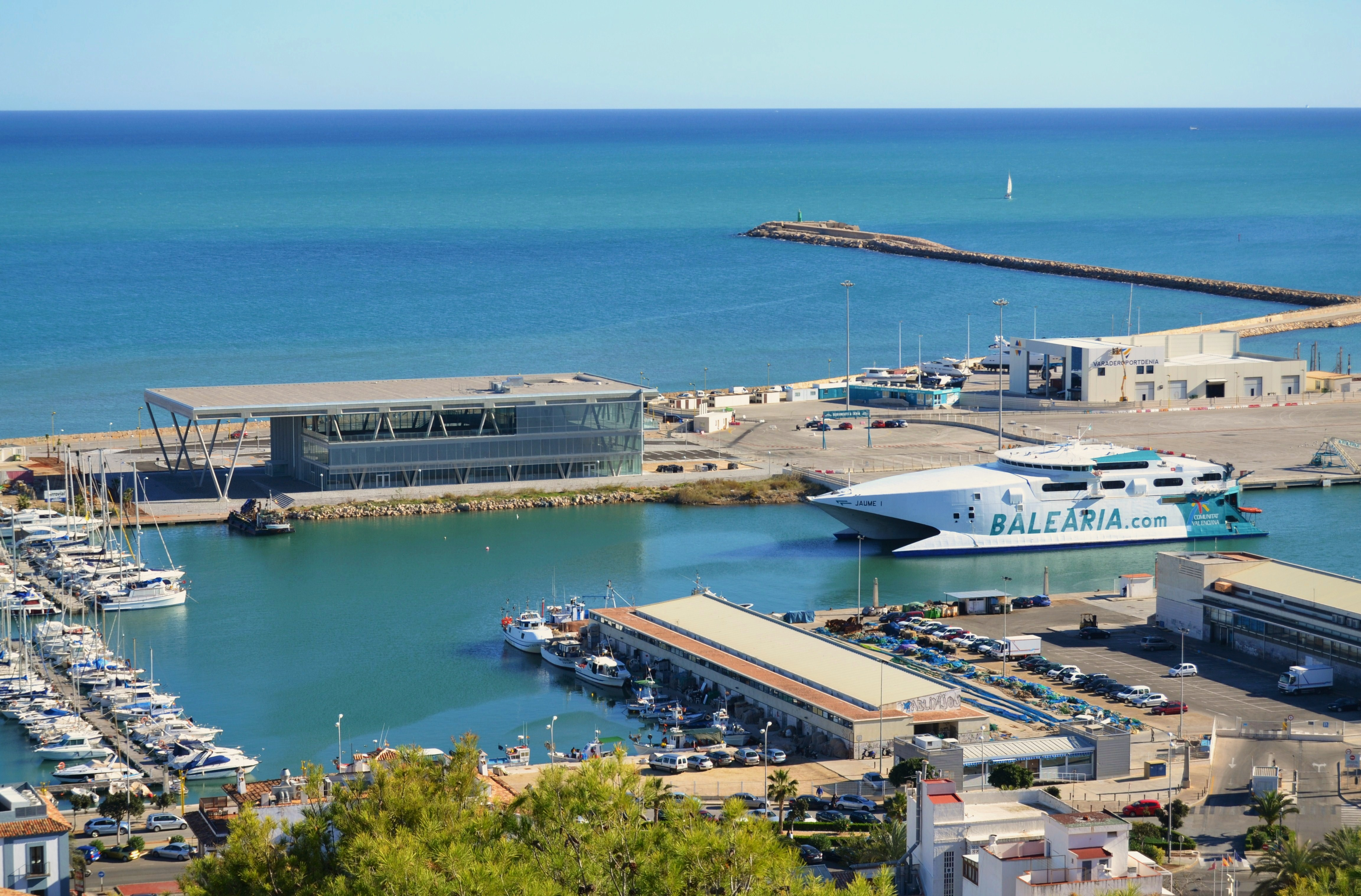
Vaixell de Baleària al port de Dénia

Baleària, el nom legal de la qual és Baleària Eurolíneas Marítimas S.A., és el grup navilier líder a Espanya, amb més de 25 anys d'història en el transport marítim de passatgers, vehicles i mercaderies, amb rutes que uneixen diàriament la Península amb les Balears, Canàries, Ceuta i Melilla. A més, és l'única companyia marítima que connecta les quatre illes de l'arxipèlag balear. A nivell internacional, opera al Marroc, Algèria, els Estats Units i les Bahames. El 2023, la companyia va transportar 5,2 milions de passatgers i 7,4 milions de metres lineals de càrrega en totes les seves rutes.
La naviliera, que compta amb més de 35 vaixells en propietat, és un referent mundial en sostenibilitat gràcies a la seva aposta pionera per una mobilitat ecoeficient impulsada per energies més respectuoses amb el planeta per avançar en la descarbonització. Baleària disposa de 11 vaixells amb motors duels; una tecnologia versàtil que permet navegar amb diferents combustibles, com el gas natural en l'actualitat o fonts renovables neutres en emissions de CO2 en el futur. A més, disposa de dos ferries propulsats per energia elèctrica. Per tot això ha estat primera naviliera espanyola a rebre el certificat Green Marine Europe.
La digitalització i la tecnologia al servei del client són uns elements estratègics per a Baleària, el principal pilar del qual és la Torre de Control de la Flota, que monitoritza en temps real dades crucials. També compta amb una flota de smart ships i ha digitalitzat l'operativa logística de càrrega.
Baleària és una naviliera local amb vocació internacional, formada per 2.500 persones, entre terra i flota. L'impacte de la companyia s'estén també a través de la Fundació Baleària, mitjançant la qual organitza i promou accions socials, culturals i mediambientals.

## Història
- 1998 L'empresa va ser fundada per un grup d'executius, capitans i oficials de l'antiga naviliera Flebasa. Dirigit Per Adolfo Utor
- 2001 La incorporació del fast ferry Federico García Lorca suposà l'arribada a les illes del transport ràpid entre la Península i les Balears, amb un temps rècord fins al moment de 2 hores.
- 2003 Baleària començà a operar a l'Estret de Gibraltar
- 2005 Gestionà el transport de més de 2 milions de passatgers.
- 2006 S'inaugura la línia entre Algesires (Espanya) i Ceuta.
- 2007 Adquireix la naviera Buquebús consolidant la seva presència en aquest mercat navilier de l'Estret. Durant aquest any l'empresa va tenir uns ingressos d'explotació de gairebé 200 milions d'euros (199.977.917 euros), el que suposà un 33% d'increment respecte als obtinguts durant l'any anterior.
- 2008 La naviera bota el nou ferry + Martín i Soler en la drassana HJ Barreres. Aquest vaixell forma part d'una sèrie de quatre vaixells encarregats a aquesta drassana i que suposen una inversió de 350 milions d'euros, que es caracteritzen per aportar més velocitat, sostenibilitat i prestacions per als passatgers.
- 2009 S'incorporen a la flota els ferries + Martín i Soler i el Passió per Formentera.
- 2010 Baleària incorpora a la seva flota els ferris de nova generació SF Alhucemas i Abel Matutes representant un nou concepte de vaixell primant el confort i els serveis a bord.
- 2011 Apostant per la internacionalització, la naviera inaugura una nova línia al Carib entre Fort Lauderdale (Estats Units) i Grand Bahama sota la marca Bahames Express.
- 2012 Es crea el concepte 'Baleària Fun & Music' com una nova aposta per la diversió i l'entreteniment a bord.
- 2013 S'inaugura la nova estació marítima a Dénia que el grup Baleària explotarà durant 25 anys i on la naviliera té ubicades les seves oficines centrals.
- 2015 Els vaixells Visemar One i Puglia participen en l'evacuació del vaixell "Sorrento" de la naviera Trasmediterránea després del seu fatal incendi a bord. El Puglia va recollir a tot el passatge i tripulació del vaixell incendiat que es trobaven a la deriva en els bots salvavides.
- 2016 Baleària signa l'encàrrec de construcció a la drassana Construccions Navals del Nord (La Naval) un "Smart Ship" de 232 metres previst per al 2019. S'estima que el seu cost serà de 187 milions d'euros i la seva propulsió serà de gas natural liquat (GNL). La companyia comença a operar entre València i el port de Mostaganem (Algèria) i entre Melilla i els ports de Màlaga i Almeria.
- 2021 Canvi accionarial a Baleària amb l'adquisició per part d'Adolfo Utor de la participació que mantenia l'altre accionista, la família Matutes.[1]
- 2023 Posada en funcionament del Cap de Barbaria, el primer ferri elèctric de l'Estat espanyol entre Eivissa i Formentera.[2]

## Flota

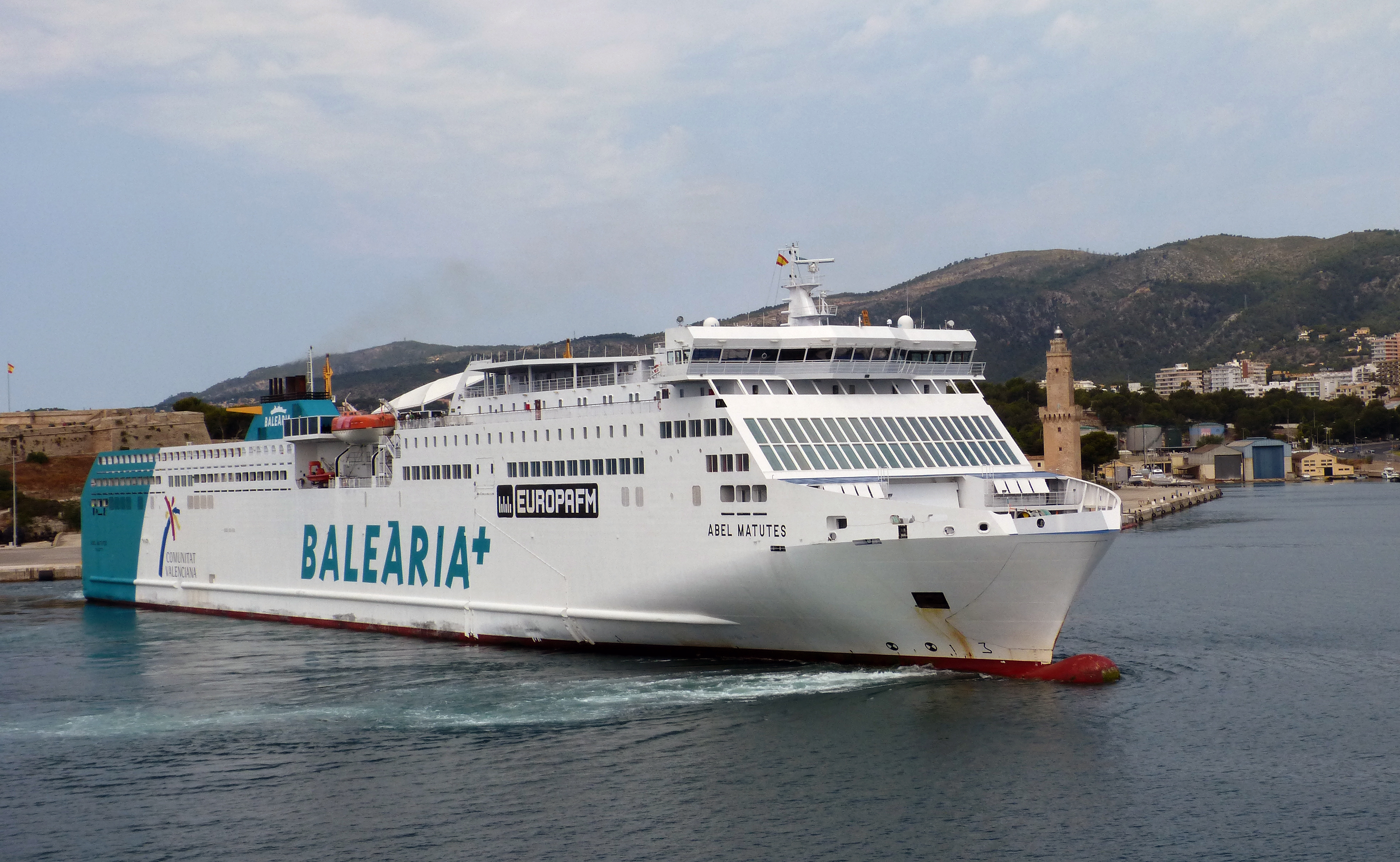
Ferry+ Abel Matutes

### Super Fast Ferry
- Ramon Llull

### Fast Ferry
- Nixe
- Avemar Dos
- Jaume I
- Jaume II
- Jaume III
- Formentera Direct
- Bimini Blue Marlin (ex Maverick Dos)

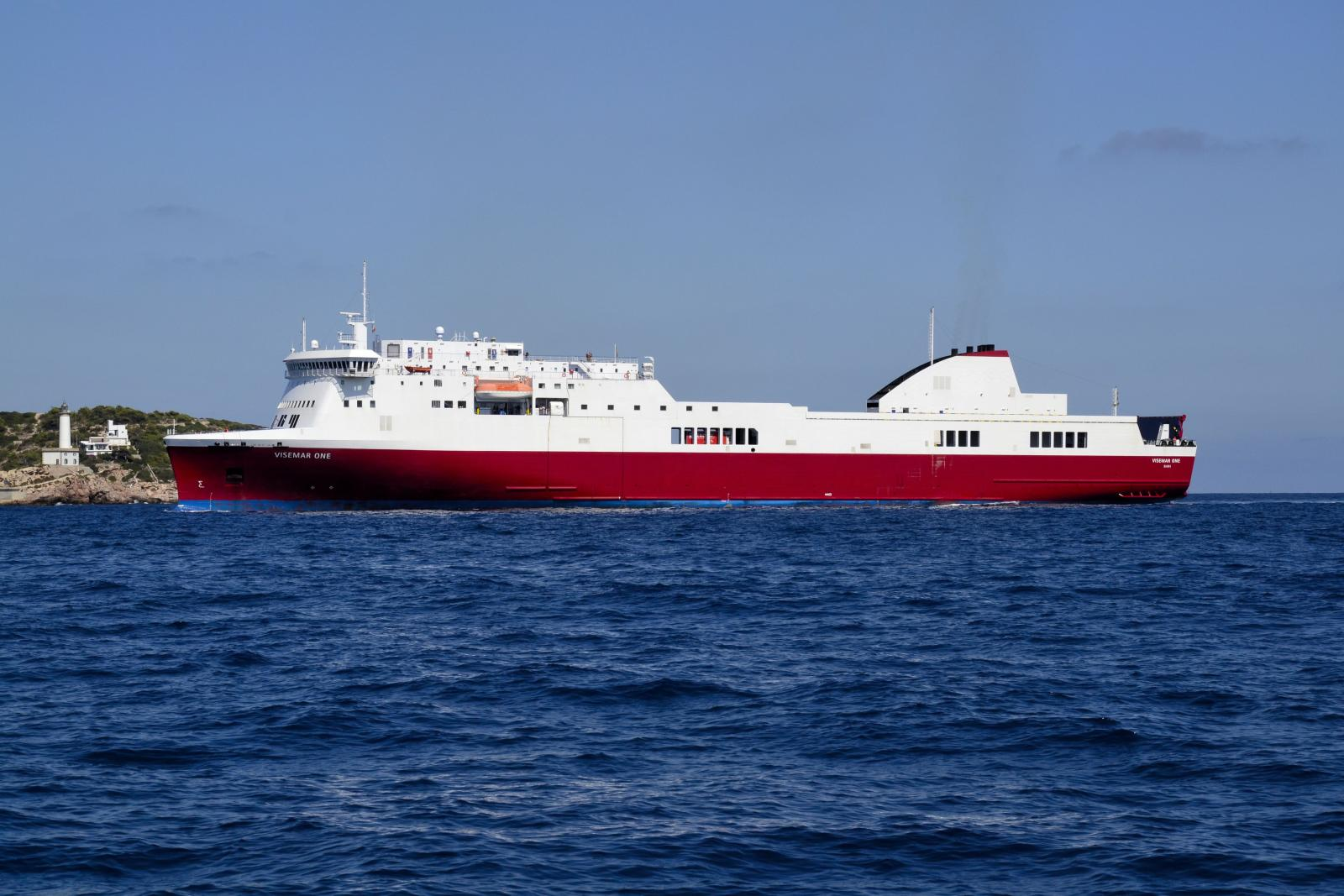
Ferry noliejat Visemar One

- Cecilia Payne

### ECO Fast Ferry
- ECO Aqua
- ECO Lux
- ECO Terra
- ECO Aire

### Ferry+
- Abel Matutes
- Bahama Mama (ex SF Alhucemas)
- Martín i Soler
- Passió per Formentera

### Ferry
- Poeta Lopez Anglada
- Hedy Lamarr (es Visemar One)
- Posidonia
- Sicilia
- Nápoles
- Virot (només càrrega)
- Regina Bàltica
- Dénia Ciutat Creativa

### Smart Ferry
- Hypatia de Alejandría
- Marie Curie
- Eleanor Roosevelt

## Línies marítimes ofertes
- Algesires - Ceuta
- Algesires - Tànger
- Barcelona - Eivissa
- Barcelona - Alcúdia
- Barcelona - Palma
- Barcelona - Ciutadella
- Dénia - Eivissa
- Dénia - Palma
- Dénia - Formentera
- Eivissa - Formentera
- Palma - Eivissa
- Alcúdia – Ciutadella
- València - Palma
- València - Eivissa
- Sant Antoni - Dénia
- Valencia - Mostanganem
- Melilla - Màlaga
- Melilla - Almeria
- Seté - Nador
- Fort Lauderdale (EUA) - Freeport (Grand Bahama) (Filial Baleària Caribbean)
- Fort Lauderdale (EUA) - Bimini (Bahamas) (Filial Baleària Caribbean)
- Bimini - Grand Bahama (Bahamas) (Filial Baleària Caribbean)